# Run with the Lions
"Run with the Lions" er en sang af den litauiske sanger Jurij Veklenko. Den skal repræsentere Litauen i Eurovision Song Contest 2019. En moderniseret udgave af sangen blev udgivet den 3. april 2019.

## Trackliste
| 1. | "Run With the Lions" | 3:00 |